# Kurt Krauß
Kurt „Kurtchen“ Krauß (* 29. März 1941 in Göttingen; † 10. Januar 2024 in Klein Lengden) war ein deutscher Fußballspieler und -trainer.

## Spielerkarriere

### Vereine
Krauß begann im Alter von zehn Jahren beim SVG 07 Göttingen mit dem Fußballspielen. Dem Jugendalter entwachsen rückte er in die Erste Mannschaft auf, für die er in der Gruppe Ost der Amateuroberliga Niedersachsen zum Einsatz kam.
In der Gruppe West der Amateuroberliga Niedersachsen spielte er in der Saison 1960/61 für den SV Arminia Hannover, zu dem er gemeinsam mit Trainer Fritz Schollmeyer gewechselt war.
Im Januar 1962 kehrte er völlig überraschend wieder an den Sandweg zu den Schwarz-Weißen von SVG zurück. In der Saison 1963/64 spielte er für Borussia Fulda in der seinerzeit zweitklassigen Regionalliga Süd und absolvierte an der Seite von Mitspielern wie Torhüter Theo Diegelmann und den Feldspielern Hans-Jürgen Himmelmann, Günther Maaß und Bernd Windhausen alle 34 Ligaspiele; dabei gelangen ihm sieben Tore. Mit dem Abstieg seines Vereins in die 1. Amateurliga Hessen 1964/65 kehrte er nach Göttingen zurück. Dort spielte er jetzt für den 1. SC Göttingen 05 – neun Jahre lang. Bereits in seiner zweiten Saison qualifizierte sich seine Mannschaft mit dem zweiten Platz für die Aufstiegsrunde zur Bundesliga, scheiterte jedoch in der Qualifikation nach Hin- und Rückspiel mit 0:7 gegen den 1. FC Saarbrücken, wie auch in seiner dritten und vierten Saison jeweils in der Qualifikationsgruppe 2; dabei bestritt er alle 16 Begegnungen. Am 25. März 1970 debütierte er im Wettbewerb um den DFB-Pokal und verlor mit seiner Mannschaft im heimischen Maschparkstadion das Erstrundenspiel gegen den MSV Duisburg mit 0:1 n. V. Erst in der Saison 1973/74 qualifizierte sich sein Verein für die neugeschaffene 2. Bundesliga Nord, doch da gehörte er dem Verein nicht mehr an; er war 1973/74 Spielertrainer beim SC Weende. Während seiner Vereinszugehörigkeit zum 1. SC Göttingen 05 hatte er 255 Punktspiele bestritten und dabei 94 Tore erzielt; damit avancierte er zum Regionalliga-Rekordtorschützen des 1. SC Göttingen 05.

### Nationalmannschaft
Krauß bestritt für die DFB-Jugendauswahl „A“ drei Länderspiele im Rahmen des in Bulgarien ausgetragenen UEFA-Juniorenturniers. Er debütierte am 29. März 1959 in Sofia beim 1:0-Sieg im Gruppenspiel gegen die Auswahl Jugoslawiens, bestritt am 31. März 1959 in Dimitrovo das mit 0:2 verlorene Gruppenspiel gegen die Auswahl Bulgariens und war abschließend am 2. April 1959 (abermals in Sofia) beim 1:0-Sieg im Gruppenspiel gegen die Auswahl der Niederlande aktiv.

### Erfolge
- Zweiter Regionalliga Nord 1966, 1967, 1968
- Teilnahme am UEFA-Juniorenturnier 1959

## Trainerkarriere
Nachdem Krauß seine letzte Saison beim SC Weende als Spielertrainer bestritten hatte, nahm er zwei Jahre später eine Trainertätigkeit beim FC Grone in der Saison 1976/77 wahr. Sein zweiter Verein als verantwortlicher Trainer war nach einjähriger Pause vom Fußball der 1. SC Göttingen 05, den er am Saisonende 1978/79 auf Platz sechs der seinerzeit drittklassigen Oberliga Nord führte. In der Saison 1994/95 trainierte er den SVG Göttingen 07. Von 1997 bis 1999 trainierte er den SV Südharz Walkenried in der viertklassigen -Oberliga Nord, Staffel Niedersachsen/Bremen und später noch den TSV Klein Lengden.